# Phoebe Foster

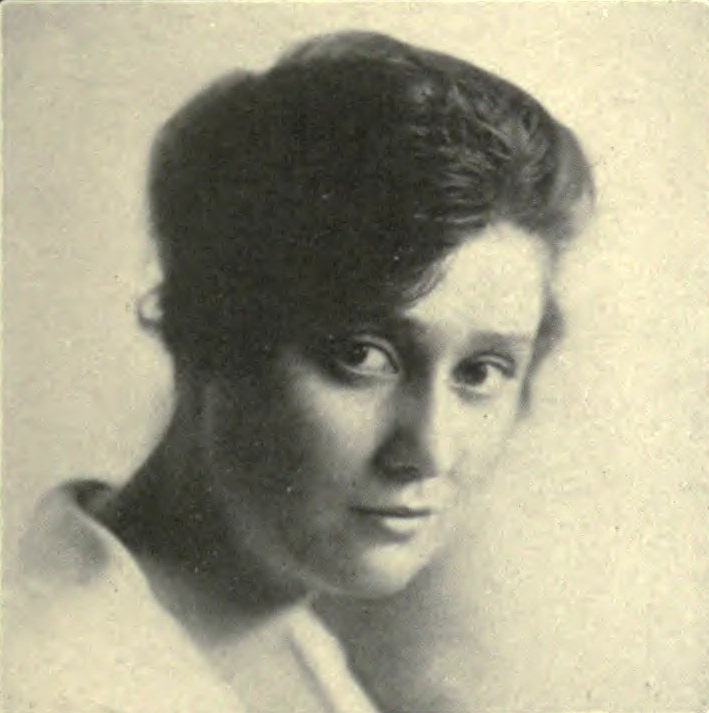
Phoebe Foster in Theatre Magazine (Januar 1916)

Phoebe Foster (* 9. Juli 1895 in Center Harbor, New Hampshire; † Juni 1975 in Boston; eigentlich Phoebe Eager) war eine US-amerikanische Theater- und Filmschauspielerin.

## Leben
Phoebe Foster, die als Tochter von Arthur William Eager und dessen Frau Emily Joseph (geb. Tucker) zur Welt kam, besuchte eine Schule in New York, die sie verließ, um an einem Schauspielkurs der American Academy of Dramatic Arts teilzunehmen. Anschließend sammelte sie weitere Schauspielerfahrung an einem Theater in Pittsfield, Massachusetts. Ab 1914 trat Foster regelmäßig als Darstellerin am Broadway auf, so unter anderem 1919 in Three’s a Crowd, einem Bühnenstück von Earl Derr Biggers und Christopher Morley. Ebenfalls 1919 stand sie für den Stummfilm An Honorable Cad erstmals vor der Filmkamera. Doch erst ab 1930 war sie häufiger in Filmen zu sehen. So spielte sie neben Tallulah Bankhead in George Cukors Tarnished Lady (1931) und in Edmund Gouldings Night Angel (1931) an der Seite von Nancy Carroll und Fredric March.
In Our Betters und der starbesetzten Filmkomödie Dinner um acht kam sie 1933 weitere Male unter Cukors Regie zum Einsatz. Zwei Jahre später verkörperte sie in der prestigeträchtigen Tolstoi-Verfilmung Anna Karenina (1935) mit Greta Garbo in der Titelrolle deren Schwägerin Dolly. Es folgten jedoch nur wenige weitere Filmauftritte. 1939 stand sie ein letztes Mal am Broadway auf der Bühne.
Foster war mit Harold LeRoy Whitney (1884–1965) verheiratet. Sie starb 1975 im Alter von 79 Jahren in Boston.

## Filmografie
- 1919: An Honorable Cad
- 1930: Grounds for Murder
- 1931: Tarnished Lady
- 1931: Night Angel
- 1933: Our Betters
- 1933: Dinner um acht (Dinner at Eight)
- 1935: Anna Karenina
- 1935: O’Shaughnessy’s Boy
- 1936: The White Angel
- 1936: The Gorgeous Hussy